# Alexandre l'Acémète
Pour les articles homonymes, voir Alexandre.
Alexandre l'Acémète est un moine et archimandrite d'origine grecque, de la fin du IVe siècle et du début du Ve, né vers 350 et mort en 430.
« Acémète » se dit d’un moine dont la règle impose de veiller à tour de rôle.

## Biographie
Alexandre naît dans une île de la mer Égée en Grèce. Sa formation littéraire à Constantinople en fait un grand lettré. 
Devenu militaire, il est gouverneur du Prétoire de la légion romaine.
Après quatre années de service, il se retire au désert à l'imitation du prophète Élie, d'abord en Mésopotamie. Sept ans plus tard, il quitte sa retraite de vie ascétique et de lecture de l'Évangile pour rejoindre la ville voisine où il met le feu à un temple païen. Emprisonné, il réussit à convertir le gouverneur, qui se fait baptiser avec toute sa famille. Il s'agit de Rabbula, futur évêque d'Édesse. Sa réputation grandissante attirent de plus en plus de disciples, dont un bon nombre de brigands qu'il transforme en croyants puis en moines. Fort de son succès, il édifie un monastère au bord de l'Euphrate. Il répartit ses moines en quatre groupes : grecs, romains, syriens et égyptiens, en leur donnant pour règle de se succéder jour et nuit dans l'église pour chanter sans cesse l'office liturgique dans la langue qui est la leur. 
Vers 400/405, il revient à Constantinople pour fonder un petit monastère avec une quarantaine de disciples. Il s'installe à proximité de l'église Saint-Ménas, mais il est chassé de la ville suite au nombre grandissant de moines séduits par son mode de vie et quittant leur monastère. Les oppositions proviennent principalement de Nestorius et de Théodose II, qui l'obligent à se déplacer. D'abord aidé et accueilli par l'higoumène Hypatios et soutenu par la future impératrice Pulchérie, vers 425 il finit par s'installer avec un plus grand nombre de moines à l'embouchure orientale du Bosphore en Bythinie. Là, il établit le monastère de Gomon, maison-mère de l'ordre des Akoimetoi ou Akemetes  (littéralement, les insomniaques ou qui sont sans repos). Les moines, qui ne dorment pas, se relaient pour la prière perpétuelle. Les maisons étaient divisées en six chœurs se succédant tout au long de la journée, chaque nouveau chœur remplaçant le précédent, afin de créer une prière et un culte ininterrompus vingt-quatre heures sur vingt-quatre. À son exemple, beaucoup d'autres monastères en Orient s'en sont inspirés,. 
Alexandre meurt à Gomon en 430. Jean le Calybite, son successeur en tant qu'higoumène, déplace la communauté dans une propriété mise à leur disposition à Eirenaion (aujourd'hui Çubuklu), toujours sur la rive orientale du Bosphore mais plus proche de Constantinople. L'endroit devient connu sous le nom de monastère des Acémètes, conduit à la mort de Jean par Marcel.   
Alexandre l'Acémète est célébré comme saint le 23 février par les catholiques, et pour les orthodoxes à la même date et le 15 janvier.